# قائمة ألعاب يوروكوم
ألعاب تم تطويرها أو نشرها بواسطة شركة «يوروكوم» 
- حماة الياقوت
- فاميلي فيود
- مورتال كومبات 3
- التيمت مورتال كومبات 3
- هرقل ديزني
- مورتال كومبات 4
- طرزان
- مورتال كومبات غولد
- 40 وينكس
- من سيربح المليون؟
- كراش باش
- أطلنطس: الإمبراطورية المفقودة
- كراش بانديكوت :غضب كورتيكس
- جيمس بوند 007: ليلة النار
- سبايرو: ذيل البطل
- بداية باتمان
- العصر الجليدي: الذوبان
- كوانتم أوف سالس: 007
- العصر الجليدي: ظهور الديناصورات
- ريو
- 007 ليجندز